# Аукубафолія (сорт бузку)

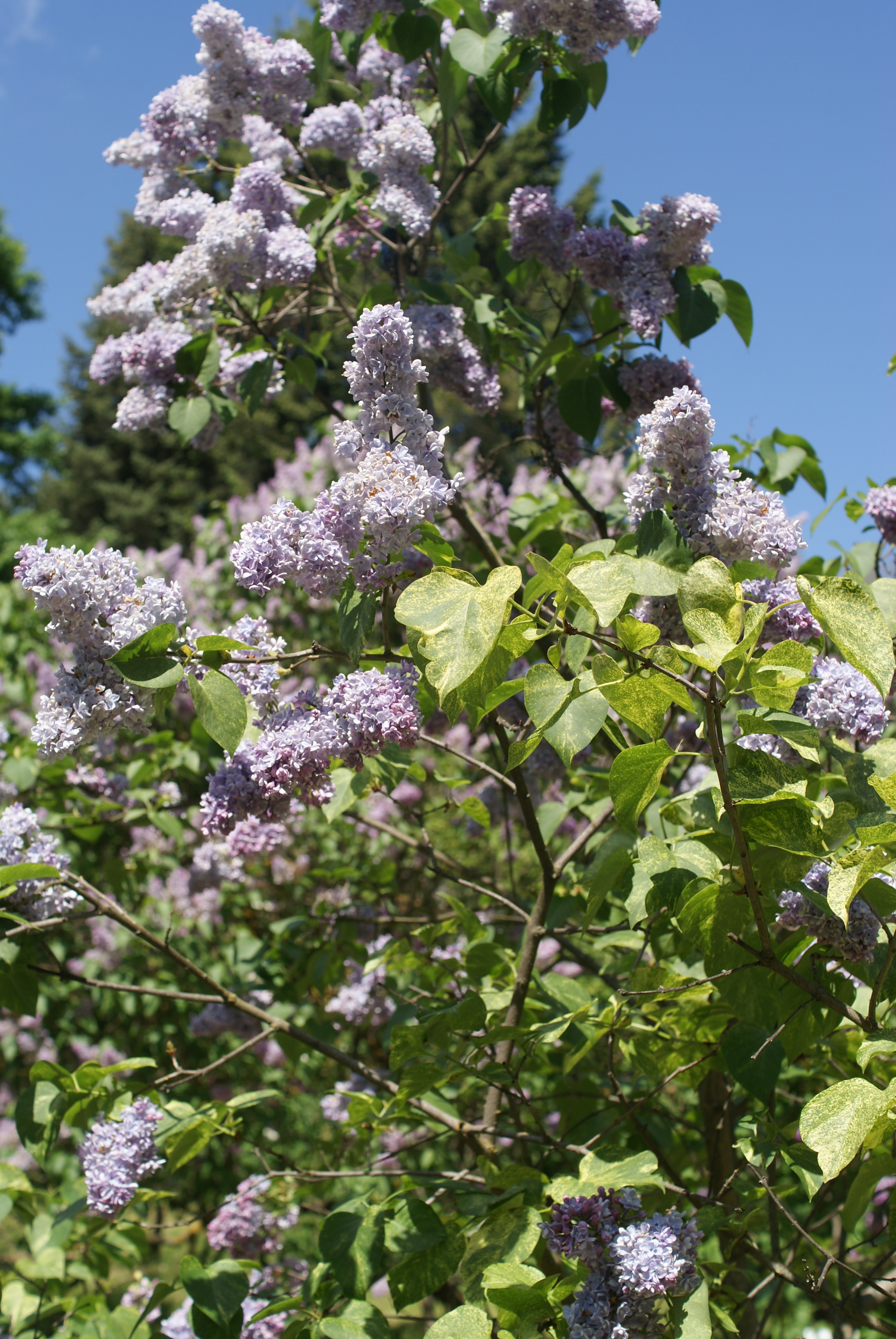

Бузок звичайний 'Аукубафолія' (лат. Syringa vulgaris 'Aucubaefolia') — ряболистий сорт бузку. 
Цвітінням і будовою кущів схожий зі звичайним бузком. Відрізняється лише забарвленням листя, яке має жовті цятки та смужки й нагадує листя аукуби. Таке забарвлення листя не є вірусним захворюванням. Подібне забарвлення листя мають і інші сорти бузку.

## Опис
Кущі високі, малогіллясті, з товстими, світло-сірими пагонами.
Листя світло-зелене з жовтими цятками і смужками.
Бутони округлої форми, рожево-лілові. Квітки лілувато-блакитні з синявою, великі, напівмахрові, ароматні. Пелюстки овальні, опукло ввігнуті.
Суцвіття великі з однієї-трьох пар вузько конічних, пухких, міцних волоті довжиною до 25 см.
Цвіте рясно, в середні терміни, але не щорічно.
Зони морозостійкості: від 3а до тепліших.
Розмножують щепленням і зеленим живцюванням.